# Kunimicu Sekiguči
Kunimicu Sekiguči (japonsko 関口 訓充), japonski nogometaš, * 16. december 1985.
Za japonsko reprezentanco je odigral tri uradne tekme.